# 20 grands succès de Patof, Fafouin, Itof
Albums de Patof
Super Patof
(1976) Nestor et Patof – Pour tous
(1980)
20 grands succès de Patof, Fafouin, Itof est une compilation de Patof, commercialisée en 1977.
Elle ne porte pas de numéro de catalogue Patof, mais l'effigie de celui-ci apparaît sur les deux faces du disque comme sur les autres de la série.
Le clown Patof est interprété par Jacques Desrosiers, Roger Giguère incarne le général Itof ainsi que Fafouin.

## Composition
L'album réunit des chansons parues entre 1972 et 1976, provenant des séries télévisées québécoises pour enfants Patofville, Patof raconte et Patof voyage.
La pochette de l'album se déploie et présente le jeu Les papillons.

## Titres
| 1.  | Super Patof                       | Pete Tessier, Pierre Laurendeau | Patof | 2:39 |
| 2.  | Mon ami Pierrot                   | Pete Tessier, Pierre Laurendeau | Patof | 2:50 |
| 3.  | Je suis bon malgré tout           | Gilbert Chénier, Daniel Valois  | Itof  | 3:25 |
| 4.  | Quand Patof voyage                | Pete Tessier, Pierre Laurendeau | Patof | 2:48 |
| 5.  | Je ne joue plus à la guerre       | Gilbert Chénier, Pete Tessier   | Itof  | 2:48 |
| 6.  | Le monstre                        | Pete Tessier, Pierre Laurendeau | Patof | 2:59 |
| 7.  | Ma moustache                      | Claude Leclerc, Pete Tessier    | Itof  | 3:13 |
| 8.  | Mon téléphone sonne               | Claude Leclerc, Pete Tessier    | Itof  | 2:18 |
| 9.  | Mon chien, mon chat et mes lapins | Pierre Laurendeau               | Patof | 2:04 |
| 10. | J'ai un gros nez rouge            | Pierre Laurendeau               | Patof | 2:58 |

| 1.  | Patofville                      | Gilbert Chénier, François Bernard | Patof   | 2:23 |
| 12. | Pourrrr... quoi                 | Pierre Laurendeau, Claude Leclerc | Fafouin | 3:00 |
| 13. | J'aime les fruits               | Little Richard, C. Tremblay       | Patof   | 2:27 |
| 14. | Bonjour Patof                   | Otis Blackwell, C. Tremblay       | Patof   | 2:04 |
| 15. | Pour tromper l'ennemi           | Gilbert Chénier, Pete Tessier     | Itof    | 3:27 |
| 16. | En pleine face                  | Gilbert Chénier, Pete Tessier     | Itof    | 1:55 |
| 17. | Gros minou                      | Dallas Frazier, C. Tremblay       | Patof   | 2:47 |
| 18. | Le roi des espions              | Gilbert Chénier, Daniel Valois    | Itof    | 2:45 |
| 19. | La gigue des Patofvillois       | Gilbert Chénier, Daniel Valois    | Patof   | 2:00 |
| 20. | Goodbye, au revoir, dasvidanie! | Jacques Desrosiers, Daniel Valois | Patof   | 3:04 |

## Crédits
- Conception graphique : Studio Dan Ltée